# Одзун
41°03′06″ пн. ш. 44°36′55″ сх. д. / 41.051666666667° пн. ш. 44.615277777778° сх. д.
Одзун (вірм. Օձուն) — село в центрі Лорійської області Вірменії.
Головою сільської громади є Арсен Тітанян.

## Географія
Розташоване в 2 км на південь від з/д станції Санаїн, недалеко від монастирів Санаїн і Ахпат. З півночі обмежена хребтом Віраайоц, з південного-сходу — хребтом Гугарац, а з півдня — Базумським хребтом.

## Історія
Одзун — одне з найстаріших поселень Ташірського гавара, що там сталося, згідно «Вірменської Географії», за часів раннього Середньовіччя столицею гавара. У ранніх літописах Одзун згадувався, перш за все, як батьківщина католікоса Ованеса III Імастасера. Вардан Аревелці згадує Одзун як селище в XIII столітті .
У навколишніх печерах були знайдені рукописні щоденники, які свідчать про те, що село було великим культурним центром.

## Архітектура
У селі збереглася купольна базиліка Одзунського монастиря, ймовірно що відноситься до VI або до першої чверті VII століття. Церква розташована на центральній височині села і виднілась майже з будь-якої його точки. Церква майже цілком побудована з фельзита, за винятком частини внутрішнього оздоблення з базальту. Планування церкви прямокутна, основні розміри 31,62 × 20.71 м. Крім внутрішньої зали є також зовнішня, яка оперізує церкву з трьох сторін. Зала являє собою дві галереї з півдня і півночі, впирається на західному фасаді в стіну з арочним входом в центрі. Розміри внутрішньої зали 20,98 × 11.12 м. Двома рядами колон зала ділиться на три нава. На заході центральний нав закінчується напівкруглим вівтарем, а бічні — двоповерховими різницями.
У першоджерелах дані про дату побудови церкви не збереглися. Однак, виходячи із загальної конструкцію церкви, внутрішнього оздоблення, деяких архітектурних тонкощів, Одзунський монастир відносять до VI століття. Церква кілька разів реконструювалась і реставрувалась. Так, в XIX столітті в східній частині церкви були побудовані дві дзвіниці.
З північно-східної сторони церкви знаходиться пам'ятник-надгробок. Згідно християнської традиції, надгробок направлено лицьовою стороною на захід. Пам'ятник встановлено на ступінчастій основі. Являє собою двухарочную аркаду, виконану з шліфованого каменя. Під кожною з арок знаходиться чотириметрова прямокутна стела, на кожній стороні якої по всій довжині висічені зображення. На західних і східних сторонах виконані Євангельські сюжети, сюжети про поширення християнства у Вірменії, а на північних і південних сторонах — геометричні та рослинні сюжети. Кожна сторона облямована неповторним орнаментом.

## Фотогалерея

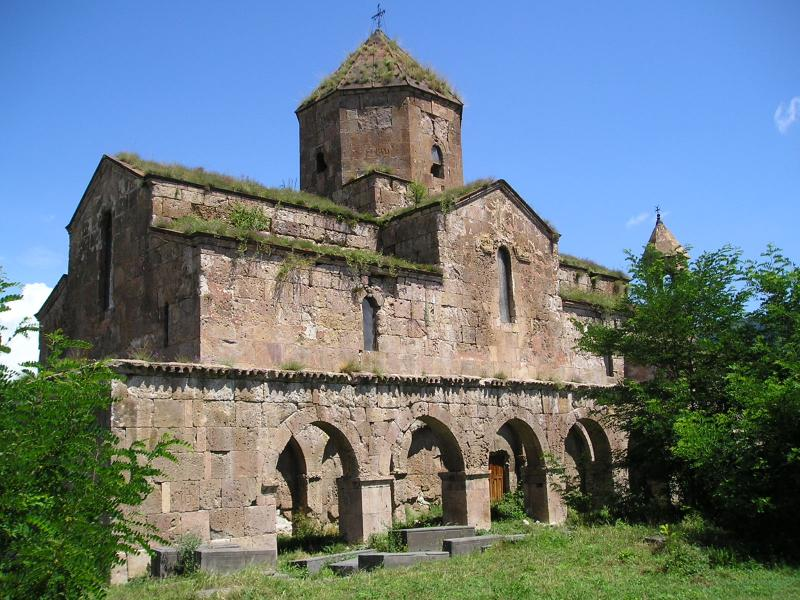
Південна сторона церкви
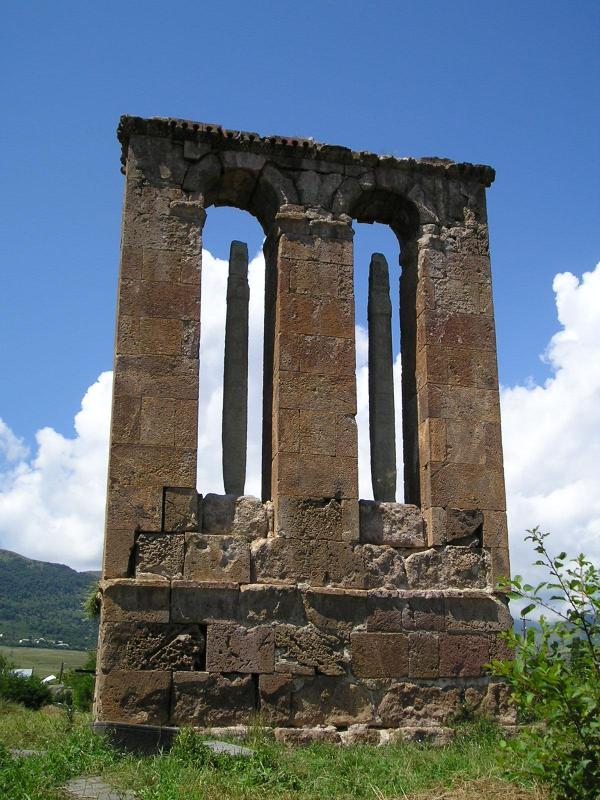
Надгробок
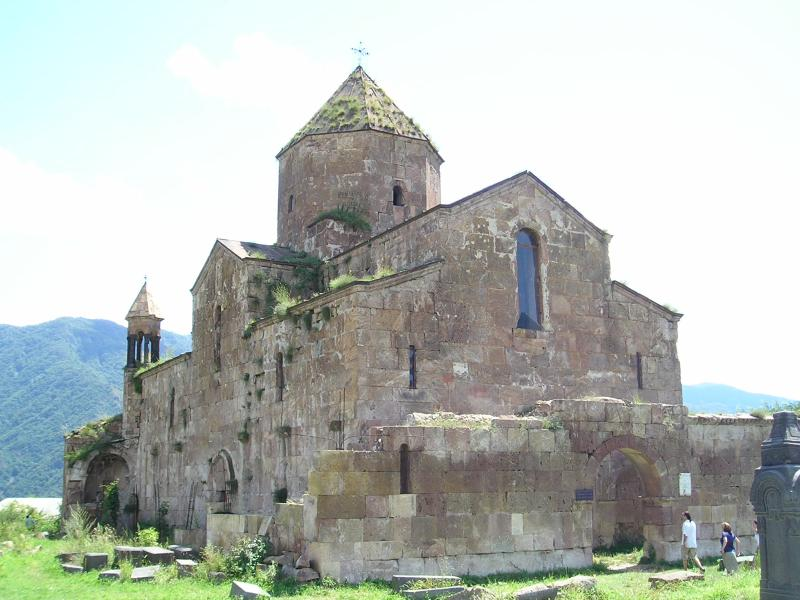
Північна і західна сторони церкви